# Silene echegarayi
Silene echegarayi är en nejlikväxtart som först beskrevs av Georg Hans Emmo Emo Wolfgang Hieronymus, och fick sitt nu gällande namn av Gilbert François Bocquet. Silene echegarayi ingår i släktet glimmar, och familjen nejlikväxter. Inga underarter finns listade i Catalogue of Life.